# 유와쿠다니촌
유와쿠다니촌(湯涌谷村)은 이시카와현 이시카와군에 설치되었던 촌이다. 현재의 가나자와시에 해당한다.